# Kurt Ackermann (Architekt)
Kurt Ackermann (* 2. März 1928 in Insingen; † 6. Mai 2014 in Herrsching am Ammersee) war ein deutscher Architekt. Er war von 1974 bis 1993 Professor an der Universität Stuttgart.

## Werdegang
Ackermann stammte aus Mittelfranken. Nach seinem Praktikum und der Gesellenausbildung von 1946 bis 1948 als Maurer und Zimmermann nahm er 1949 sein Studium der Architektur am Oskar-von-Miller-Polytechnikum und der Technischen Hochschule München auf. Überdies hörte er in Karlsruhe Vorlesungen bei Egon Eiermann. Während seines Studiums war er Werkstudent bei der Obersten Baubehörde und am Universitätsbauamt München.
1953 eröffnete er sein eigenes Architekturbüro in München, welches 1969 Partner (bis 1990: Jürgen Feit, bis 1997: Richard Martin, bis 2000: Peter Jeager) aufnahm: „Ackermann und Partner“. 1993 wurde sein Sohn Peter Ackermann Partner, der das Büro seit dem Tod des Vaters mit einem Team von Mitarbeitern unter dem Namen Ackermann Architekten fortführt.
Im Jahre 1971 wurde er Gastprofessor an der Technischen Hochschule Wien. 1974 erhielt er einen Ruf an die Technische Universität Darmstadt, den er ablehnte. Im selben Jahr wurde er ordentlicher Professor an der Universität Stuttgart, wo er bis zu seiner Emeritierung im Jahr 1993 lehrte. Dort leitete er das Institut für Entwerfen und Konstruieren. 1980/81 war er Gastprofessor für Entwerfen an der TU Wien. 1981 lehnte er einen Ruf an die Universität Dortmund ab. Von 1985 bis 1991 gehörte er dem Prüfungsausschuss Architektur für die Große Staatsprüfung Regierungsbaumeister im Land Baden-Württemberg an. 1995 war er Gastprofessor für Entwerfen an der TU München. 1998 lehnte er den Ruf als Gründungsdirektor an das Bauhaus-Kolleg in Dessau ab.
1962 wurde er Mitglied im Bund Deutscher Architekten (BDA). Von 1965 bis 1967 war er Landesvorstandsmitglied des BDA Bayern. 1966 wurde er Mitglied im Deutschen Werkbund. Von 1970 bis 1980 war er Mitglied im Patronatskomitee der Zeitschrift Bauen + Wohnen. Von 1971 bis 1983 war er Mitglied der Vertreterversammlung der Bayerischen Architektenkammer. Von 1972 bis 1975 war er Präsidiumsmitglied im BDA. Von 1973 bis 1978 gehörte er dem Redaktionsausschuss der Zeitschrift der architekt an. Von 1973 bis 1979 war er in der Stadtgestaltungskommission von München aktiv. Außerdem war er von 1976 bis 1984 als Fachgutachter für Architektur der Deutschen Forschungsgemeinschaft (DFG). 1977 wurde er Verwaltungsratsmitglied der Forschungsgemeinschaft Bauen und Wohnen des Landes Baden-Württemberg. Von 1980 bis 1994 fungierte er als Korrespondent der Zeitschrift Bauen und Wohnen. Von 1984 bis 1991 organisierte er mit Otl Aicher die Wanderausstellung „Industriebau“ und war er Wissenschaftliches Beiratsmitglied des Rotis Instituts für analoge Studien. 1994 war er Vorsitzender des Preisgerichts des Internationalen Wettbewerbs für das Bundeskanzleramt in Berlin. Von 1999 bis 2004 war er Wissenschaftliches Beiratsmitglied der Hans und Maiti Kammerer Stiftung in Stuttgart.
Ackermann war verheiratet und Vater von drei Kindern. Er lebte in Herrsching am Ammersee bei München.
Sein beruflicher Nachlass befindet sich an der Akademie der Künste Berlin.

## Auszeichnungen
Neben mehreren Anerkennungen und BDA-Preisen des Landes Bayern wurden ihm folgende Ehrungen zuteil:
- 1967: Förderpreis für Architektur der Landeshauptstadt München
- 1971: Ehrenpreis für guten Wohnungsbau der Landeshauptstadt München
- 1977: Anerkennung im Fritz-Schumacher-Preis
- 1979: Preis für Stadtbildpflege der Stadt München
- 1983: Auszeichnung im Deutschen Architekturpreis
- 1984: Mitglied der Akademie der Künste Berlin, Sektion Baukunst
- 1984: Mies-van-der-Rohe-Preis
- 1986: Architekturpreis der Landeshauptstadt München
- 1987: Ordentliches Mitglied der International Academy of Architecture (IAA), Sofia
- 1987: Professor h. c. der International Academy of Architecture
- 1988: Ingenieurbaupreis vom Verlag Ernst & Sohn
- 1989: Ehrendoktorwürde der TU Wien
- 1989: Auszeichnung im Deutschen Architekturpreis
- 1990: Constructec-Preis / Europäischer Preis für Industriearchitektur
- 1990: Award for outstanding structures
- 1993: Anerkennung im Deutschen Architekturpreis
- 1993: Auszeichnung Guter Bauten, BDA Baden-Württemberg
- 1994: Heinrich-Tessenow-Medaille in Gold der Fritz-Schumacher-Stiftung an der Universität Hannover
- 1994: Ehrenmitglied der Heinrich-Tessenow-Gesellschaft
- 1994: Anerkennung im Balthasar-Neumann-Preis
- 1994: Auszeichnung im Rahmen des Constructec-Preises / Europäischer Preis für Industriearchitektur
- 1996: Honorary Fellow of the American Institute of Architects (AIA)
- 1996: Leo-von-Klenze-Medaille des Freistaates Bayern
- 1998: Ehrenmitglied des Bundes Deutscher Architekten (BDA), Bayern
- 1998: Ingenieurbaupreis vom Verlag Ernst & Sohn
- 1999: Anerkennung im Deutschen Architekturpreis
- 2000: Ordentliches Mitglied der Bayerischen Akademie der Schönen Künste
- 2000: Anerkennungen im Balthasar-Neumann-Preis
- 2004: Architekturpreis der WestHyp-Stiftung für vorbildliche Gewerbebauten
- 2005: Ehrenpreis für Guten Wohnungsbau der Landeshauptstadt München
- 2006: Friedrich-Baur-Preis der Friedrich-Baur-Stiftung und der Bayerischen Akademie der Schönen Künste für Bildende Kunst

## Bauwerke (Auswahl)

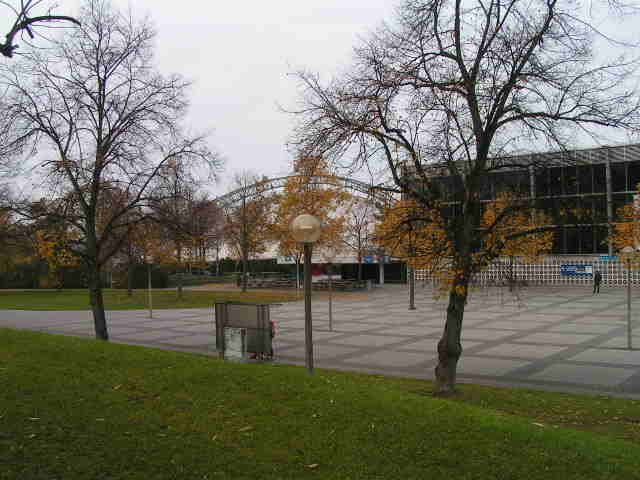
Eislaufzelt im Olympiapark München von 1983

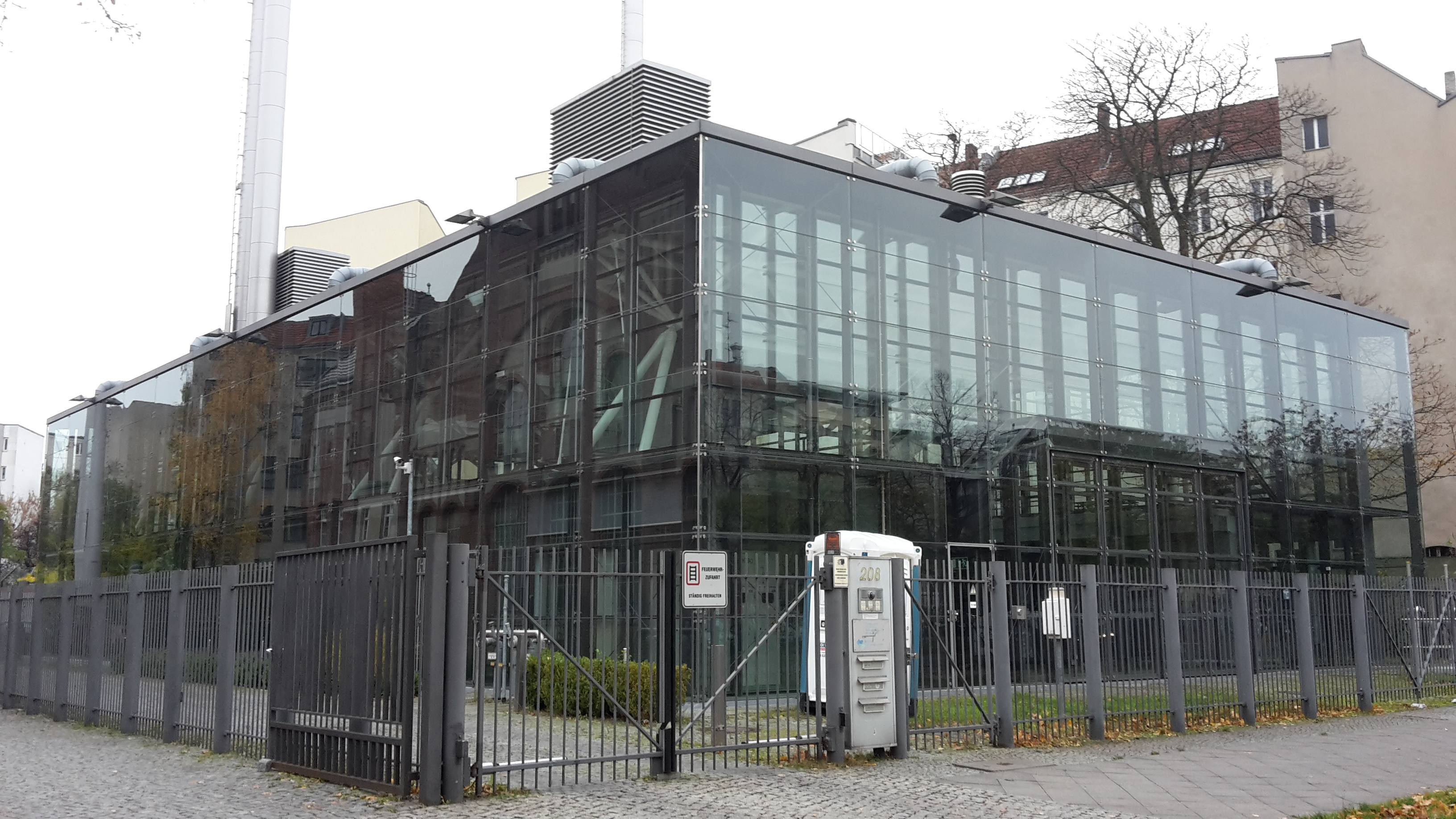
Hauptpumpwerk in Berlin-Wilmersdorf

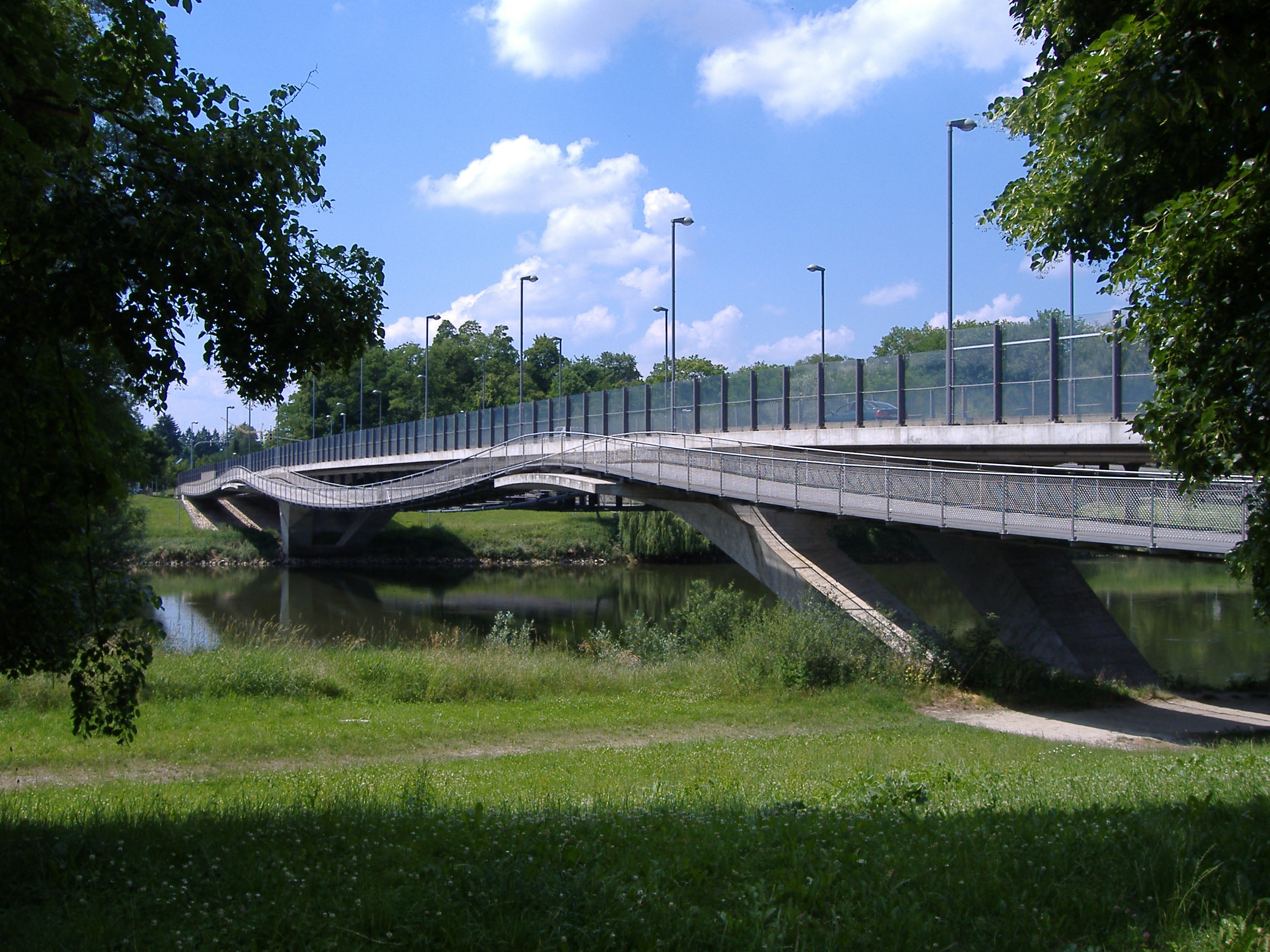
Dritte Donaubrücke (Glacisbruecke) in Ingolstadt von 1998

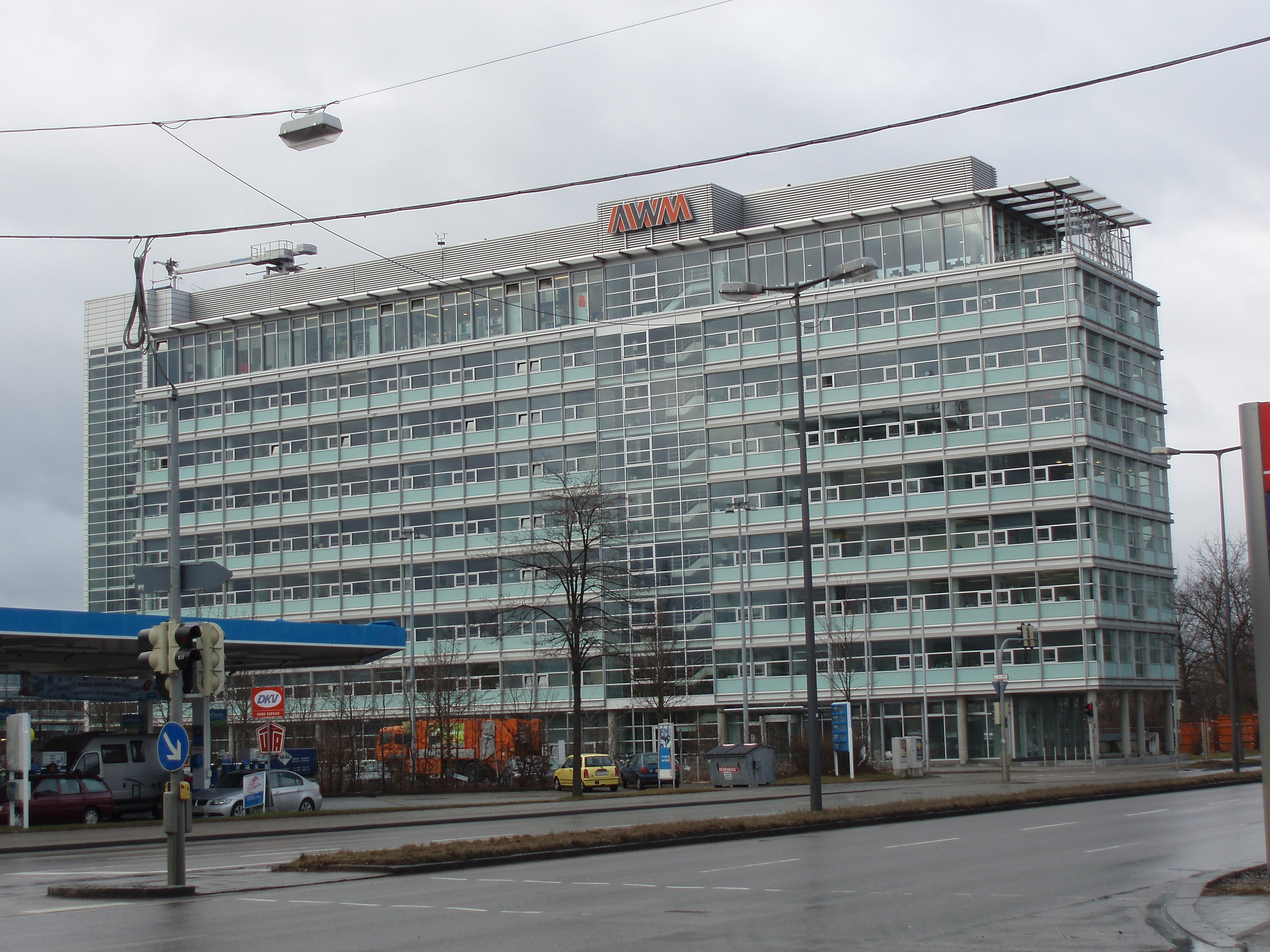
Amt für Abfallwirtschaft in München von 1999

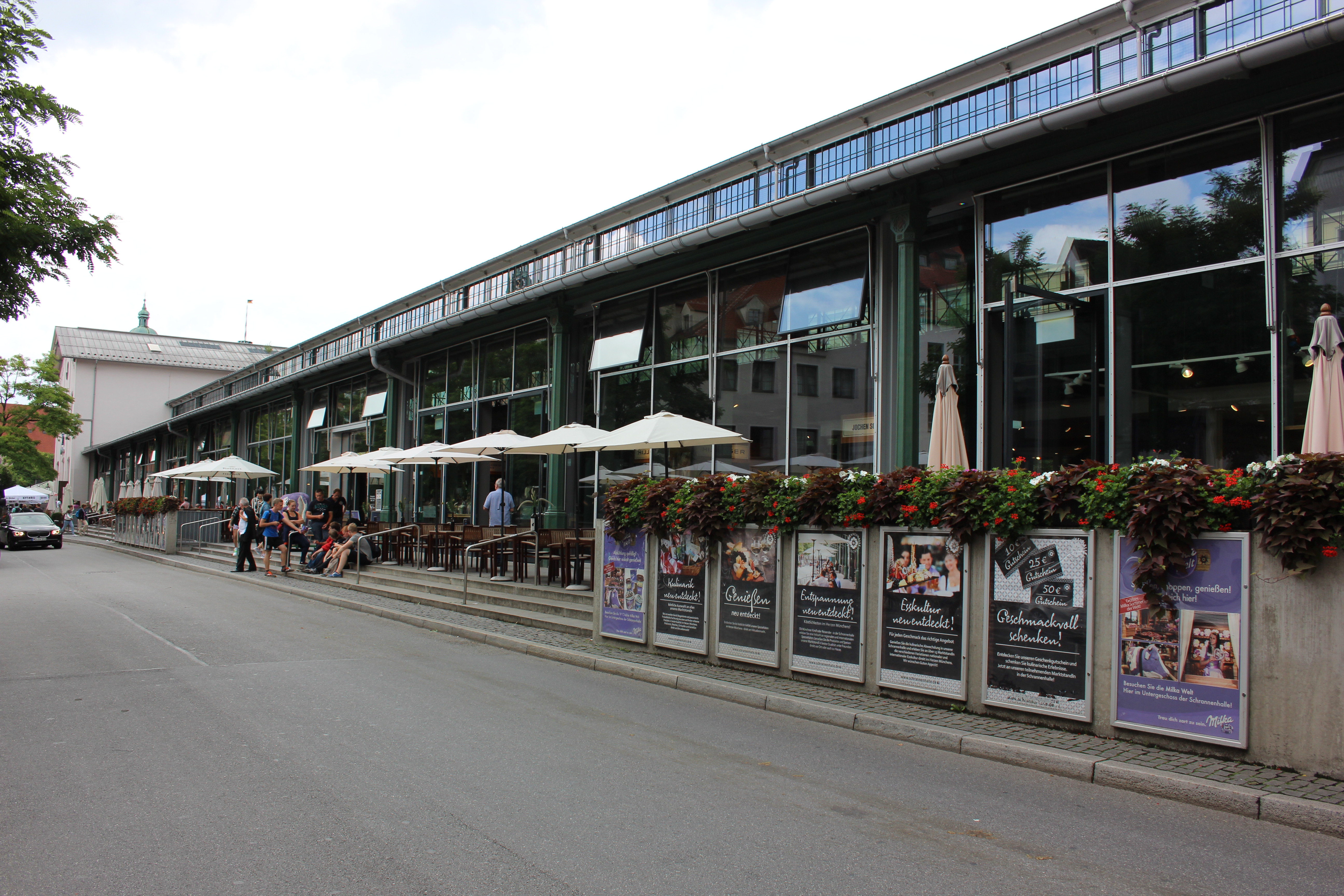
Wiederaufbau der Schrannenhalle in München von 2001

Hofüberdachung des Odeons in München von 2007

(Bauten von Ackermann und Partner; geordnet nach Baubeginn)
- 1954–1957: Modehaus Kraus, München
- 1957–1958: Hopfenhalle HVG, Mainburg
- 1958–1959: Haus des Hopfens, Wolnzach
- 1961–1966: Zweigstelle Münchener Freiheit der Bayerischen Hypotheken- und Wechselbank, München-Schwabing
- 1962–1963: Flugsicherungsleitstelle, München-Perlach
- 1962–1963: Fertigungshalle BMW, München-Milbertshofen
- 1962: Heizhaus der Bundesmonopolverwaltung für Branntwein, München-Berg am Laim
- 1964: Feuerwache 4, Nordendstraße 27, München[3]
- 1968–1971: Wohnanlage am Biederstein, München-Schwabing
- 1968–1969: evangelische Friedenskirche, Gundelfingen an der Donau
- 1968–1972: evangelische Christuskirche, Bad Füssing mit Gottfried Hansjakob und Dieter Herrschmann
- 1969–1974: Forum der Universität Regensburg (Rektorat, Studentenhaus, Studententheater)
- 1970–1971: Verlagsgebäude Langenscheidt, München-Schwabing
- 1970–1976: (früheres) Bundesverwaltungsgericht – nach 1990 Bundesfinanzhof, München
- 1972–1977: Verwaltungsgebäude der Bayerischen Bauinnung, München
- 1973–1975: Verwaltungsgebäude Wüstenrot, München
- 1974–1976: EDV-Verwaltungsgebäude der Landeshauptstadt München
- 1974–1977: Offizierschule der Luftwaffe, Fürstenfeldbruck (Hörsaalgebäude, Unterkünfte)
- 1974–1977: Heizzentrale der Offizierschule der Luftwaffe und des Fliegerhorstes Fürstenfeldbruck
- 1975–1988: Klärwerk Gut Marienhof, Dietersheim
- 1979–1993: Generaldirektion 2 des Europäischen Patentamtes, München mit Ingenieur Bernhard Behringer
- 1980–1984: Pumpwerk am Main-Donau-Kanal, Kelheim
- 1980: Verwaltungsgebäude des Verbandes der Bauinnung München
- 1980–1983: Eislaufzelt im Olympiapark München (zusammen mit Jörg Schlaich und Rudolf Bergermann)
- 1981–1987: Evangelisches Gemeindezentrum, Bad Füssing
- 1982–1988: Studentenwohnheim Georg-Lanzenstiel-Haus, München-Freimann
- 1983–1985: Redaktionsgebäude Langenscheidt Verlag, München-Schwabing
- 1984–1985: Wohnbebauung am Kulturforum, Berlin-Tiergarten, Internationale Bauausstellung 1987 (IBA '87)[4]
- 1984–1987: Stadtbibliothek München-Laim
- 1985–1995: Technik III und Wissenschaftliches Zentrum der Gesamthochschule Kassel, Kassel
- 1986–1993: Forschungszentrum für Bioverfahrenstechnik der Universität Stuttgart, Stuttgart-Vaihingen
- 1989–1991: Leistungszentrum für Eiskunstlauf im Olympiapark, München
- 1991–1995: Feuerwache 8, Unterföhring
- 1991–1998: Arbeitsamt Suhl
- 1991–1998: Hauptpumpwerk der Berliner Wasserbetriebe, Berlin-Wilmersdorf
- 1993–1998: Dritte Donaubrücke (Glacisbrücke), Ingolstadt
- 1993–1999: Amt für Abfallwirtschaft, München-Moosach
- 1995–1997: Halle 13 der Expo 2000 und der Deutschen Messe AG, Hannover mit Ingenieur Bernhard Behringer[5]
- 1995–1999: Eingang West der Expo 2000 und der Deutschen Messe AG, Hannover
- 1996–1998: Bräustüberlterrasse des Klosters Andechs, Andechs
- 1997: Verbindungsbauwerk der Hallen 12–13 der Deutschen Messe AG, Hannover
- 1998–2001: Wiedererrichtung der Schrannenhalle, München
- 1999–2000: Agrob Mediengebäude, Ismaning
- 2000–2004: Europäisches Patentamt Bauabschnitt 7, München (mit Christoph Ackermann)
- 2001–2004: Valeo Wischer- und Motorenfabrik, Bietigheim-Bissingen
- 2002–2004: BMW Trainingsakademie, München-Unterschleissheim
- 2003–2007: Hofüberdachung des Odeons von Leo von Klenze, München
- 2004–2008: BMW Group Aerodynamisches Versuchszentrum, München
- 2009–2014: Grünes Zentrum Puch, Fürstenfeldbruck mit Hermann Brenner

## Schriften (Auswahl)
- Grundlagen für das Entwerfen und Konstruieren. Krämer, Stuttgart 1983, ISBN 3-7828-1108-9.
- Industriebau. DVA, Stuttgart 1985, ISBN 3-421-02828-1.
- Geschossbauten für Gewerbe und Industrie. DVA, Stuttgart 1993, ISBN 3-421-03046-4.
- mit Paulhans Peters: Konstruktionsbüro Gartner. Architektur und angewandte Technologie. Krämer, Stuttgart 1993, ISBN 3-7828-4018-6.
- mit Jürgen Adam: Architekt – Ingenieur. Arbeiten am Institut für Entwerfen und Konstruieren. Krämer, Stuttgart 1997, ISBN 3-7828-4026-7.
- mit Christian Bartz, Gabriele Feller: Behindertengerechte Verkehrsanlagen. Planungshandbuch für den öffentlichen Raum. Werner, Düsseldorf 1997, ISBN 3-8041-1054-1.
- Tragwerke in der konstruktiven Architektur. DVA, Stuttgart 1998, ISBN 3-421-02947-4.